# Gornje Zaostro
Gornje Zaostro (en serbe cyrillique : Горње Заостро) est un village du nord-est du Monténégro, dans la municipalité de Berane.

## Démographie

### Évolution historique de la population
| 1948 | 1953 | 1961 | 1971 | 1981 | 1991 | 2003 |
| ---- | ---- | ---- | ---- | ---- | ---- | ---- |
| 415  | 432  | 438  | 453  | 328  | 354  | 236  |